# Alexander Merkel
Alexander Merkel (Almaty, 22 de fevereiro de 1992) é um futebolista alemão que atua como meia. Atualmente, joga pelo Hatta Club.

## Infância e juventude
Nascido no recém-independente Cazaquistão, filho de russos de origem alemã e com o nome russificado de Aleksandr Vasilyevich Merkel (Александр Васильевич Меркель, em russo), Merkel mudou para a Alemanha com seus pais em 1998, com 6 anos de idade. Lá, ele começou a jogar futebol no time amador chamado de JSG Westerwald, antes de entrar para o Stuttgart quando tinha 11 anos. 

## Carreira

### Milan
Em 2008, mudou-se para Itália para defender as cores do Milan. Durante seu tempo no clube da base ele ganhou a Copa da Itália Primavera.
Merkel recebeu sua primeira convocação para a equipe principal durante a campanha de 2009-10. No início da temporada seguinte, ele participou de alguns jogos da pré-temporada do Milan, tendo bons desempenhos. Merkel, finalmente fez sua estreia oficial no time principal no dia 8 de dezembro de 2010, saindo do banco em um jogo da UEFA Champions League, durante a fase de grupos, contra o Ajax. Um mês depois, em 6 de janeiro, ele também fez sua estreia no Serie A, aparecendo na formação inicial para uma partida contra o Cagliari. Merkel marcou o seu primeiro gol profissional, em 20 de janeiro, com o Milan que conseguiu uma vitória por 3-0 contra de Bari na Copa da Itália pelas oitavas-de-final.

### Genoa
Em 17 de junho de 2011, foi anunciado que Merkel será envolvido em um negócio de copropriedade com o Genoa, e jogará no clube a partir da temporada 2011-12.

### Milan
No dia 17 de janeiro de 2012 foi confirmado seu retorno ao Milan por empréstimo até o fim da temporada.